# Thijs Oosting
Thijs Oosting (Emmen, 2 mei 2000) is een Nederlands voetballer die als middenvelder speelt. Op 2 juli 2024 werd de overgang van Willem II naar FC Groningen bekendgemaakt. Het seizoen erna werd hij verhuurd aan PEC Zwolle. Hij is de zoon van Joseph Oosting.

## Carrière

### Jong AZ
Thijs Oosting speelde in de jeugd van VV Emmen en FC Emmen en speelt sinds 2016 in de jeugdopleiding van AZ. In het seizoen 2017/18 zat hij één wedstrijd op de bank bij Jong AZ, maar debuteerde pas het seizoen er na in het betaald voetbal. Dit was op 17 november 2018, in de met 3-1 verloren uitwedstrijd in de Eerste divisie tegen Jong PSV. Oosting kwam in de 77e minuut in het veld voor Mees Kaandorp, en scoorde in de 87e minuut de 2-1.

### RKC Waalwijk
In januari 2021 werd hij verhuurd aan RKC Waalwijk. Thijs Oosting maakte zijn eerste goals voor deze club op 20 maart 2021 in de competitiewedstrijd tegen FC Groningen. In een halfjaar speelde hij zeventien wedstrijden voor RKC, waarin hij vier keer scoorde.

### AZ
Oosting maakte op 14 augustus 2021 zijn debuut in het eerste elftal van AZ in de uitwedstrijd tegen RKC Waalwijk (1-0). Hij startte in de eerste eredivisiewedstrijd van het nieuwe seizoen in de basis en speelde de hele wedstrijd als linksback, bij afwezigheid bij Owen Wijndal. Maar na de terugkeer van de Alkmaarse aanvoerder, verhuisde Oosting weer naar de bank. Uiteindelijk kwam hij tot vijf wedstrijden in het eerste, waarin hij één keer scoorde. Hij maakte de enige treffer in het laatste groepduel in de UEFA Europa Conference League tegen Randers FC.

### Willem II
Op 31 januari verkocht AZ Oosting aan Willem II. Hij tekende een contract voor viereneenhalf jaar tot de zomer van 2026. Oosting debuteerde op 6 februari 2022 in de wedstrijd tegen RKC Waalwijk, waarin hij meteen twee keer scoorde. Na slechts drie wedstrijden gespeeld te hebben raakte hij geblesseerd aan zijn knie en zou het restant van het seizoen niet meer in actie komen. Het herstel van deze blessure duurde tot ver in het seizoen 22/23, in speelronde 26 zat hij weer op de bank tegen Jong Ajax. Twee weken later, thuis tegen Jong AZ, maakte hij zijn rentree. Ook bij het tweede seizoen in de Eerste Divisie bleef Oosting bij de club. Hij maakte een goal tegen koploper Roda JC op 21 oktober. De middenvelder besliste daarmee de uitslag van de wedstrijd: 1-0.

### FC Groningen
Op 2 juli 2024 maakte FC Groningen bekend Oosting te hebben aangetrokken voor drie seizoenen, met de optie voor nog een seizoen. Hij was daarmee de derde aanwinst voor de 'Trots van het Noorden' welke zich het seizoen ervoor via een tweede plek in de Keuken Kampioen Divisie rechtstreeks had geplaatst voor promotie naar de Eredivisie.
Oosting maakte zijn debuut voor FC Groningen op 9 augustus 2024 in de wedstrijd tegen NAC Breda als invaller. Zijn eerste goals kwamen in de wedstrijd tegen Kolping Boys in de KNVB Beker op 29 oktober 2024, waar hij direct een hattrick wist te maken. Zijn eerste goal in de Eredivisie kwam uitgerekend in de wedstrijd tegen Willem II op 30 november 2024 tijdens een 2-0 overwinning op zijn voormalig team.

### PEC Zwolle
In de zomer van 2025 werd Oosting voor één seizoen verhuurd aan PEC Zwolle, met optie tot koop. In zijn eerste eredivisiewedstrijd voor PEC, op 10 augustus 2025, scoorde Oosting de winnende 1–0 tegen het FC Twente waar zijn vader Joseph Oosting de trainer was.

## Statistieken
| Seizoen                         | Club           | Competitie     | Competitie | Competitie | Beker | Beker | Overig | Overig | Totaal | Totaal |
| Seizoen                         | Club           | Competitie     | Wed.       | Dlp.       | Wed.  | Dlp.  | Wed.   | Dlp.   | Wed.   | Dlp.   |
| ------------------------------- | -------------- | -------------- | ---------- | ---------- | ----- | ----- | ------ | ------ | ------ | ------ |
| 2017/18                         | Jong AZ        | Eerste divisie | 0          | 0          | –     | –     | –      | –      | 0      | 0      |
| 2018/19                         | Jong AZ        | Eerste divisie | 5          | 2          | –     | –     | –      | –      | 5      | 2      |
| 2019/20                         | Jong AZ        | Eerste divisie | 28         | 8          | –     | –     | –      | –      | 28     | 8      |
| 2020/21                         | Jong AZ        | Eerste divisie | 15         | 7          | –     | –     | –      | –      | 15     | 7      |
| 2020/21                         | → RKC Waalwijk | Eredivisie     | 17         | 4          | 0     | 0     | –      | –      | 17     | 4      |
| 2021/22                         | Jong AZ        | Eerste divisie | 9          | 0          | –     | –     | –      | –      | 9      | 0      |
| 2021/22                         | AZ             | Eredivisie     | 3          | 0          | 0     | 0     | 2      | 1      | 5      | 1      |
| 2021/22                         | Willem II      | Eredivisie     | 3          | 2          | 0     | 0     | –      | –      | 3      | 2      |
| 2022/23                         | Willem II      | Eerste divisie | 12         | 1          | 0     | 0     | 2      | 0      | 14     | 1      |
| 2023/24                         | Willem II      | Eerste divisie | 34         | 12         | 0     | 0     | –      | –      | 34     | 12     |
| 2024/25                         | FC Groningen   | Eredivisie     | 14         | 1          | 1     | 3     | 0      | 0      | 15     | 4      |
| 2025/26                         | PEC Zwolle     | Eredivisie     | 1          | 1          | 0     | 0     | 0      | 0      | 1      | 1      |
| Carrièretotaal                  | Carrièretotaal | Carrièretotaal | 127        | 37         | 0     | 0     | 4      | 1      | 131    | 37     |
| Bijgewerkt t/m 11 december 2024 |                |                |            |            |       |       |        |        |        |        |